# Signo de Brudziński
El signo de Brudziński es la respuesta rígida de la nuca cuando se intenta su flexión, es decir, al aproximar el mentón hacia el tronco y tiene gran importancia en el diagnóstico de una meningitis.
El reflejo de Brudziński se refiere a la flexión involuntaria de una de las rodillas cuando la opuesta es flexionada por el examinador, o bien, la extensión pasiva de una de las extremidades inferiores por el examinador producirá la extensión refleja e involuntaria de la contralateral.  El epónimo se debe a la contribución del pediatra polaco Józef Brudziński (1874-1917).

## Exploración
Para explorar el signo de Brudziński, se coloca el paciente acostado sobre su espalda, es decir, en posición decúbito dorsal. El examinador flexiona pasivamente la cabeza asegurándose de mantener el tórax sobre la camilla. En pacientes con irritación meníngea, como los pacientes con meningitis, el signo de Brudziński suele ser positivo, es decir, manteniendo inmóvil el tórax, el paciente involuntariamente flexiona las piernas acercando las rodillas hacia el tórax.
Definición alternativa:
El signo de Brudziński consiste en una contractura involuntaria de las piernas del paciente (en gran porcentaje niños), como consecuencia de una flexión activa del cuello del mismo por parte del explorador (médico, enfermera, TES, etc.). Es un reflejo involuntario que indica una probable meningitis que afecta al paciente.

## Signo de Flatau
El signo de Flatau aparece durante la exploración del signo de Brudziński, cuando durante la flexión de la nuca y las rodillas, se produce la dilatación de una o ambas pupilas.

## Signo de Marañón
Es de interés que cuando se opone resistencia a la flexión de las rodillas en un paciente con el signo de Brudziński positivo, este tiende a extender el dedo gordo del pie, en un movimiento idéntico al de un signo de Babinski positivo, este signo es llamado signo de Marañón.